# Neoprociphilus aceris
Neoprociphilus aceris är en insektsart som först beskrevs av Monell 1882.  Neoprociphilus aceris ingår i släktet Neoprociphilus och familjen långrörsbladlöss. Inga underarter finns listade i Catalogue of Life.